# Floor Truck Fabriek

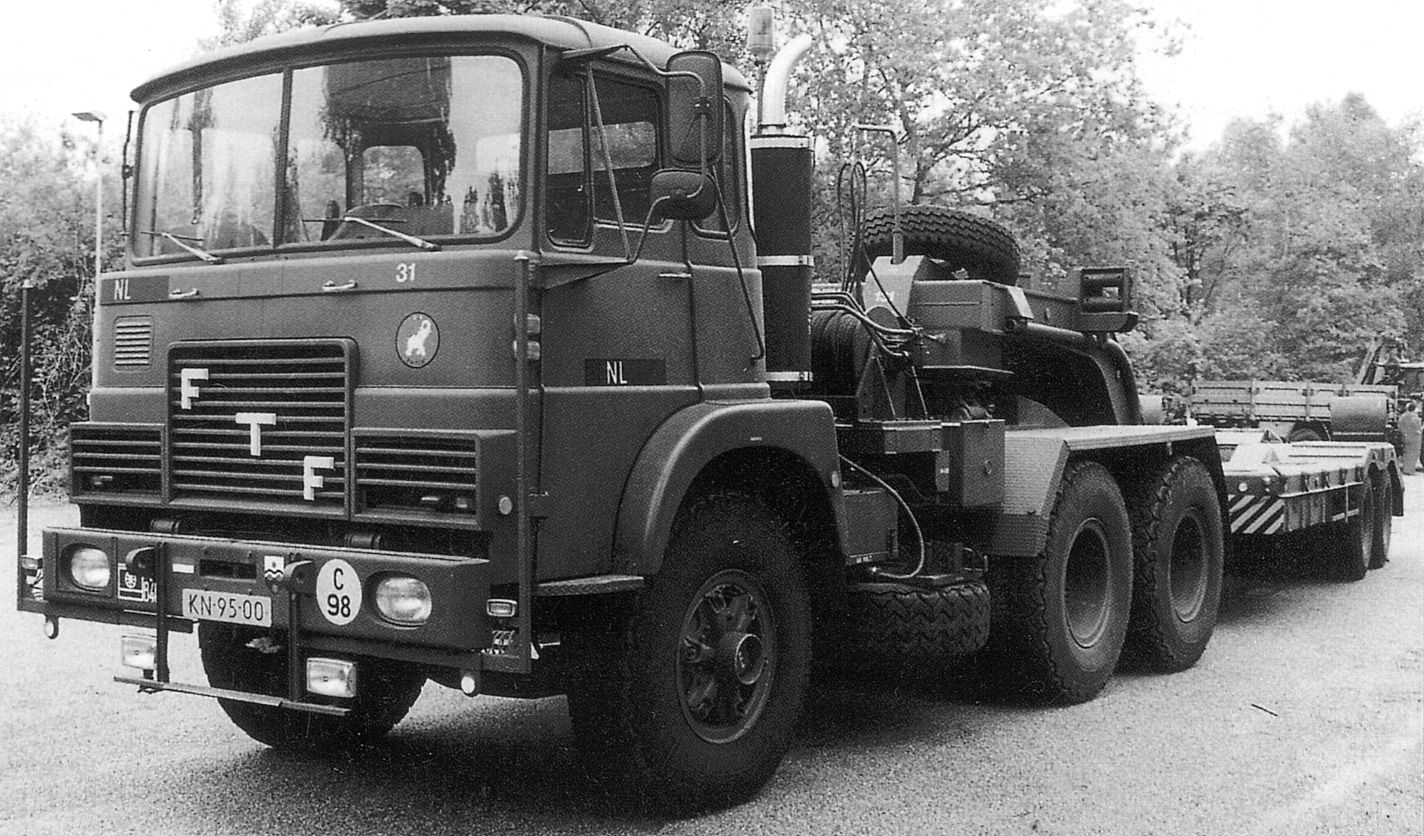
FTF-tanktransporter gebouwd door Floor in de jaren zeventig van de 20e eeuw ten behoeve van de Koninklijke Landmacht

Floor Truck Fabriek (FTF) was een Nederlandse vrachtwagenfabrikant van zeer zware en speciale trucks. Eigenlijk was het meer een assemblagebedrijf, omdat kant-en-klare componenten bij diverse andere bedrijven werden ingekocht, bijvoorbeeld de wielassen bij Rockwell en versnellingsbakken bij Allison Transmission.
Voor de motoren in de trucks gebruikte FTF veelal tweetakt-dieselmotoren van het merk Detroit Diesel uit de VS. De cabines werden in het begin zelf gemaakt en later ingekocht bij Motor Panels in Groot-Brittannië.
FTF was gevestigd in Wijchen en Hilversum en leverde onder andere zwaartransporttrekkers aan de Koninklijke Landmacht en terminaltrekkers aan ECT in Rotterdam.
Tegenwoordig produceert het bedrijf Pacton onder de naam Floor alleen nog getrokken materieel (aanhangwagens en opleggers), ondanks dat Floor is overgenomen door Nooteboom.